# وابسپارش گرمایی
وابسپارش گرمایی(حرارتی) یا دی پلیمریزاسیون حرارتی  (انگلیسی : Thermal depolymerization) فرآیند تبدیل یک بسپار(پلیمر) به یک مونومر یا مخلوطی از مونومرها، با روش های عمدتا حرارتی است.این فرآیند ممکن است کاتالیز یا غیر کاتالیز شده باشد و از سایر اشکال دی پلیمریزاسیون که ممکن است به استفاده از مواد شیمیایی یا عمل بیولوژیکی متکی باشد متمایز است. این فرآیند با افزایش آنتروپی همراه است.
برای بیشتر پلیمرها، دی پلیمریزاسیون حرارتی فرآیندی بی نظم است و مخلوطی از ترکیبات فرار را ایجاد می کند. مواد ممکن است در طول مدیریت پسماند به این روش تجزیه شوند و اجزای فرار تولید شده به عنوان نوعی سوخت ترکیبی در فرآیند تبدیل زباله به انرژی سوزانده شوند. برای پلیمرهای دیگر،دی پلیمریزاسیون گرمایی یک فرآیند سفارشی است که یک محصول واحد یا محدوده محدودی از محصولات را ارائه می‌کند، این دگرگونی‌ها معمولاً ارزشمندتر هستند و اساس برخی از فناوری‌های بازیافت پلاستیک را تشکیل می‌دهند.

## وابسپارش نامنظم
برای اکثر مواد پلیمری، دی پلیمریزاسیون (وابسپارش) حرارتی به شیوه ای نامنظم، با بریدگی زنجیره تصادفی، مخلوطی از ترکیبات فرار را ایجاد می کند. نتیجه به طور کلی شبیه آذرکافت(پیرولیز) است، اگرچه در دماهای بالاتر، تبدیل به گاز صورت می گیرد. این واکنش‌ها را می‌توان در طول مدیریت پسماند مشاهده کرد، زیرا محصولات به عنوان سوخت ترکیبی در فرآیند تبدیل زباله به انرژی سوزانده می‌شوند. در مقایسه با زباله سوزی، دی پلیمریزاسیون ، ماده ای با ارزش گرمایی بالاتر می دهد که می تواند به طور موثرتری سوزانده شود و همچنین میتواند فروخته شود. زباله سوزی همچنین می‌تواند دیوکسین‌ها و ترکیبات دیوکسین‌مانند مضر را تولید کند و برای انجام ایمن زباله سوزی به راکتورها و سیستم‌های کنترل انتشار ویژه ای نیاز هست. از آنجایی که دی پلیمریزاسیون نیاز به گرما دارد و انرژی مصرف می کند، بنابراین تعادل نهایی بهره وری انرژی در مقایسه با زباله سوزی  می تواند بسیار محدود باشد و موضوع مورد انتقاد قرار گرفته است.

### زیست توده
بسیاری از پسماندهای کشاورزی و حیوانی را می توان فرآوری کرد، اما آن ها اغلب به عنوان کود، خوراک دام و در برخی موارد به عنوان مواد اولیه برای کارخانه های تولید کاغذ یا به عنوان سوخت کیفیت پایین برای دیگ بخار استفاده می شوند. دی پلیمریزاسیون حرارتی می تواند این مواد را به مواد با ارزش اقتصادی تبدیل کند. فناوری‌های تبدیل زیست توده به مایع (سوخت های هیدروکربنی)  متعددی توسعه یافته‌اند. به طور کلی، مواد بیوشیمیایی حاوی اتم‌های اکسیژن هستند که در طی آذرکافت(پیرولیز) حفظ می‌شوند و محصولات مایع غنی از فنول‌ها و فوران‌ها را می‌دهند. آنها را می‌توان به‌عنوان تا حدی اکسید شده در نظر گرفت و سوخت‌هایی با عیار پایین ایجاد کرد. فن‌آوری‌های مایع‌سازی هیدروترمال، آب موجود در زیست توده را در طول پردازش حرارتی کاهش میدهد تا محصول غنی‌تر از انرژی تولید شود. به طور مشابه، گازی سازی ، گاز هیدروژن تولید می کند که یک سوخت با انرژی بسیار بالا است.

### پلاستیک
زباله های پلاستیکی بیشتر از کالا های پلاستیکی تشکیل شده اند و ممکن است به طور هدفمند از زباله های شهری تفکیک شوند. آذرکافت پلاستیک‌های مخلوط می‌تواند ترکیب نسبتاً وسیعی از محصولات شیمیایی (بین 1 تا 15 اتم کربن) از جمله گازها و مایعات معطر ایجاد کند. کاتالیز می توانند محصول مشخص شده بهتری با ارزش بالاتر ارائه دهند. به همین ترتیب، هیدروکراکینگ می تواند برای تولید محصولات LPG استفاده شود. وجود PVC می تواند مشکل ساز باشد، زیرا دی پلیمریزاسیون حرارتی آن باعث تولید مقادیر زیادی HCl می شود که می تواند باعث خوردگی تجهیزات و کلرزنی نامطلوب محصولات شود.لذا یا باید حذف شود یا با نصب فناوری های دکلره جبران شود. پلی اتیلن و پلی پروپیلن تنها کمتر از نیمی از تولید جهانی پلاستیک را تشکیل می دهند و هیدروکربن های خالص هستند که پتانسیل بالاتری برای تبدیل به سوخت دارند.از گذشته تلاش شده است تا فناوری‌های تبدیل پلاستیک به سوخت از نظر هزینه‌های جمع‌آوری و دسته‌بندی پلاستیک و ارزش نسبتاً پایین سوخت تولید شده به صرفه تر شوند. به نظر می‌رسد که کارخانه‌های بزرگ اقتصادی‌تر از کارخانه‌های کوچک‌تر هستند، اما برای ساخت نیاز به سرمایه‌گذاری بیشتری دارند.
با این حال، این رویکرد می‌تواند منجر به کاهشی خفیف در انتشار گازهای گلخانه‌ای شود، اگرچه مطالعات دیگر این موضوع را رد می‌کنند. به عنوان مثال، یک مطالعه در سال 2020 که توسط رنولدز در برنامه Hefty EnergyBag منتشر شد، انتشار عمده گازهای گلخانه‌ای را نشان می‌دهد. این مطالعه نشان داد زمانی که تمام هزینه های انرژی از اول تا آخر همه چیز محاسبه شود، سوزاندن در کوره سیمان بسیار برتر بود. سوخت کوره سیمان معادل 61.1- کیلوگرم CO2 در مقایسه با 905+ کیلوگرم معادل CO2 به دست آورد. همچنین از نظر کاهش دفن زباله در مقایسه با سوخت کوره بسیار بدتر عمل کرد.مطالعات دیگر تأیید کرده‌اند که تجزیه در اثر حرارت پلاستیک برای برنامه‌های سوخت نیز انرژی بیشتری دارند.
در مدیریت پسماند تایر، آذرکافت تایر نیز یک گزینه است. روغن مشتق شده از آذرکافت لاستیک تایر حاوی محتوای گوگرد بالایی است که به آن پتانسیل بالایی به عنوان یک آلاینده می دهد و قبل از استفاده نیاز به هیدرودسولفوریزاسیون با آب دارد. این منطقه با موانع قانونی، اقتصادی و بازاریابی مواجه است. در بیشتر موارد تایرها به سادگی به عنوان سوخت حاصل از تایر سوزانده می شوند.

### زباله های شهری
تصفیه حرارتی زباله های شهری می تواند شامل وابسپارش طیف وسیعی از ترکیبات از جمله پلاستیک و زیست توده باشد. فن آوری ها می توانند شامل زباله سوزی ساده و همچنین تجزیه در اثر حرارت، گازی سازی و تبدیل به گاز پلاسما شوند. همه اینها می توانند مواد اولیه مخلوط و آلوده را در خود جای دهند. مزیت اصلی کاهش حجم زباله است، به ویژه در مناطق پرجمعیت فاقد مکان های مناسب برای دفن زباله های جدید. در بسیاری از کشورها، سوزاندن با بازیافت انرژی رایج ترین روش باقی مانده است، به طوری که فناوری های پیشرفته تر با موانع فنی و هزینه ای مانع می شوند.

## وابسپارش منظم
برخی از مواد از نظر حرارتی به روشی منظم تجزیه می‌شوند تا یک یا تعداد محدودی از محصولات را تولید کنند. به دلیل اینکه مواد خالص هستند، معمولاً ارزش بیشتری نسبت به مخلوط های تولید شده توسط دی پلیمریزاسیون حرارتی نامنظم دارند. برای پلاستیک‌ها، این معمولاً مونومر اولیه است و هنگامی که دوباره به پلیمر تازه بازیافت می‌شود، بازیافت مواد اولیه نامیده می‌شود. در عمل، همه واکنش‌های وابسپارش کاملاً کارآمد نیستند و معمولاً مقداری آذرکافت رقابتی مشاهده می‌شود.

### زیست توده
پالایشگاه های زیستی زباله های کشاورزی و دامی کم ارزش را به مواد شیمیایی مفید تبدیل می کنند. تولید صنعتی فورفورال توسط عملیات حرارتی کاتالیزور اسیدی همی سلولز بیش از یک قرن است که در حال انجام است. لیگنین موضوع تحقیقات قابل توجهی برای تولید بالقوه BTX و سایر ترکیبات آروماتیک بوده است،  اگرچه چنین فرآیندهایی هنوز با موفقیت به‌صورت پایدار تجاری نشده اند.

### پلاستیک
برخی از پلیمرها مانند PTFE ، Nylon 6، پلی استایرن و PMMA تحت دی پلیمریزاسیون قرار می گیرند تا مونومرهای اولیه خود را ایجاد کنند. اینها می توانند دوباره به پلاستیک جدید تبدیل شوند، فرآیندی که بازیافت مواد شیمیایی یا مواد اولیه نامیده می شود. در تئوری، این قابلیت بازیافت بی‌نهایت را ارائه می‌کند، اما همچنین گران‌تر است و دارای ردپای کربن بالاتری نسبت به سایر اشکال بازیافت پلاستیک است، با این حال در عمل به دلیل آلودگی، محصول نامرغوب تری با هزینه‌های انرژی بالاتر نسبت به تولید پلیمر بکر در دنیای واقعی به دست می‌دهد.

## فرآیندهای مرتبط
اگرچه تبخیر زغال سنگ  امروزه به ندرت استفاده می شود، در طول تاریخ در مقیاس وسیع انجام شده است. دی پلیمریزاسیون حرارتی مشابه سایر فرآیندهایی است که از آب فوق داغ به عنوان گام اصلی برای تولید سوخت استفاده می کنند، مانند مایع سازی هیدروترمال. اینها از فرآیندهایی که از مواد خشک برای تجزیه استفاده می کنند، مانند آذرکافت، متمایز هستند. عبارت Thermochemical Conversion (TCC) برای تبدیل زیست توده به روغن با استفاده از آب فوق داغ استفاده شده است، هرچند معمولاً برای تولید سوخت از طریق آذرکافت به کار می رود. گفته می شود که یک نیروگاه که قرار است در هلند راه اندازی شود، می تواند روزانه 64 تن زیست توده (بر پایه خشک) را به نفت تبدیل کند. دی پلیمریزاسیون حرارتی از این جهت متفاوت است که شامل یک فرآیند آبدار و به دنبال آن یک فرآیند ترک / تقطیر بدون آب است.
پلیمرهای تراکمی بدون گروه‌های قابل شکافت مانند استرها و آمیدها نیز می‌توانند به طور کامل توسط آبکافت یا حلال کافت(solvolysis) تجزیه شوند، این می‌تواند یک فرآیند کاملا شیمیایی باشد اما ممکن است توسط آنزیم‌ها نیز تقویت شود. چنین فناوری هایی نسبت به دی پلیمریزاسیون حرارتی کمتر توسعه یافته اند، اما پتانسیل کاهش هزینه های انرژی را دارند. تاکنون پلی اتیلن ترفتالات به شدت مورد مطالعه قرار گرفته است. پیشنهاد شده است که پلاستیک پسماند ها را می توان به مواد شیمیایی با ارزش دیگر (نه لزوماً مونومر) توسط عمل میکروبی تبدیل کرد، چنین فناوری هنوز در مراحل اولیه است.